# Cao Xi
Cao Xi (? - 10 janvier 249) Second fils de Cao Zhen et le jeune frère de Cao Shuang. Après que son frère aîné saisit le pouvoir militaire des mains de Sima Yi, il est promu au titre de commandant de l’Armée centrale. Il tente en vain de prévenir Cao Shuang d’être sur ses gardes contre un possible coup d’État alors qu’ils quittent ensemble la capitale pour une visite à la tombe de Cao Rui. 
Après que Sima Yi reprend le pouvoir militaire, et il est mis à mort avec ses frères sur la place publique sous les ordres de ce dernier.